# Агуаш-Виваш
Агуаш-Виваш (порт. Águas Vivas, мирандск. Augas Bibas)  —  бывший район (фрегезия) в Португалии,  входил в округ Браганса. Являлся составной частью муниципалитета  Миранда-ду-Дору. По старому административному делению входил в провинцию Траз-уж-Монтиш и Алту-Дору. Входил в экономико-статистический  субрегион Алту-Траз-уж-Монтиш, который входит в Северный регион. Население составляло 458 человек на 2001 год. Занимал площадь 500 км².
Покровителем района считается святая Екатерина (порт. Santa Catarina).
При реорганизации 2012-2013 годов был объединён с Силвой.